# Michèle Mercier
Michèle Mercier, (sinh 01/01/1939, tên khai sinh Jocelyne Yvonne Renée Mercier) là một diễn viên Pháp. Bà nổi danh với vai diễn Angélique trong bộ phim Tình sử Angélique.

## Danh mục phim
- 2009 - Vénus et Apollon, (TV series);
- 2003 - Il bello delle donne (TV);
- 2004 - Krasnaya kapella by Aleksandr Aravin;
- 1998 - La Rumbera by Piero Vivarelli;
- 1984 - Jeans Tonic by Michel Patient;
- 1979 - Iron Hand by Wolfgang Liebeneiner;
- 1977 - Les Femmes du Monde by Georges Farrel (TV);
- 1972 - The Call of the Wild, by Ken Annakin;
- 1972 - Le Viager by Pierre Tchernia;
- 1971 - Web of the Spider by Antonio Margheriti;
- 1971 - La Femme sandwich by Jacques Scandelari;
- 1971 - Per amore o per forza by Massimo Franciosa;
- 1971 - Scandale à Rome by Carlo Lizzani;
- 1970 - Les Baroudeurs by Peter Collinson;
- 1969 - Une veuve en or by Michel Audiard;
- 1968 - Une corde, un colt by Robert Hossein;
- 1968 - Les Amours de Lady Hamilton by Christian-Jaque;
- 1967 - Angélique et le sultan by Bernard Borderie;
- 1967 - Indomptable Angélique by Bernard Borderie;
- 1967 - Le Plus Vieux Métier du monde by Claude Autant-Lara;
- 1966 - Comment j'ai appris à aimer les femmes by Luciano Salce;
- 1966 - I Nostri mariti by Dino Risi;
- 1966 - Seconde vérité by Christian-Jaque;
- 1966 - Soleil noir by Denys de La Patellière;
- 1965 - Angelica and the King by Bernard Borderie;
- 1965 - Via Veneto by Giuseppe Lipartiti;
- 1965 - Le Tonnerre de Dieu by Denys de La Patellière;
- 1964 - Merveilleuse Angélique by Bernard Borderie;
- 1964 - Angélique, Marquise des Anges by Bernard Borderie;
- 1964 - Casanova 70 by Mario Monicelli;
- 1964 - Controsesso by Renato Castellani;
- 1964 - High Infidelity by Mario Monicelli;
- 1964 - Papa play-boy by Jack Arnold; aka A Global Affair
- 1963 - Les Trois visages de la peur by Mario Bava;
- 1963 - Symphonie pour un massacre by Jacques Deray;
- 1963 - The Thursday by Dino Risi;
- 1963 - Les Pirates de la nuit by John Gilling;
- 1963 - L'Aîné des Ferchaux by Jean-Pierre Melville;
- 1961 - Goodbye Again by Anatole Litvak;
- 1961 - Fury at Smugglers' Bay, by John Gilling;
- 1960 - La Brune que voilà by Robert Lamoureux;
- 1960 - La Ligne de mire by Jean-Daniel Pollet;
- 1960 - La Saint mène la danse by Jacques Nahum;
- 1960 - Tirez sur le pianiste by François Truffaut;
- 1959 - Mademoiselle Ange by Géza von Radványi;
- 1957 - Donnez-moi ma chance by Léonide Moguy;
- 1957 - Retour de manivelle by Denys de La Patellière;